# Єгін Владислав Ігорович
Владислав Ігорович Єгін (рос. Владислав Игоревич Егин; 13 квітня 1989, м. Москва, СРСР — 11 травня 2021) — російський хокеїст, захисник.
Вихованець хокейної школи «Крила Рад» (Москва). Виступав за «Спартак-2» (Москва), «Спартак» (Москва), «Нафтовик» (Леніногорськ), ХК «Рязань», «Молот-Прикам'я» (Перм), «Єрмак» (Ангарськ), «Донбас» (Донецьк), «Супутник» (Нижній Тагіл), ХК «Липецьк», «Автомобіліст» (Єкатеринбург).